# 厄費勒山
47°24′15″N 11°8′57″E / 47.40417°N 11.14917°E

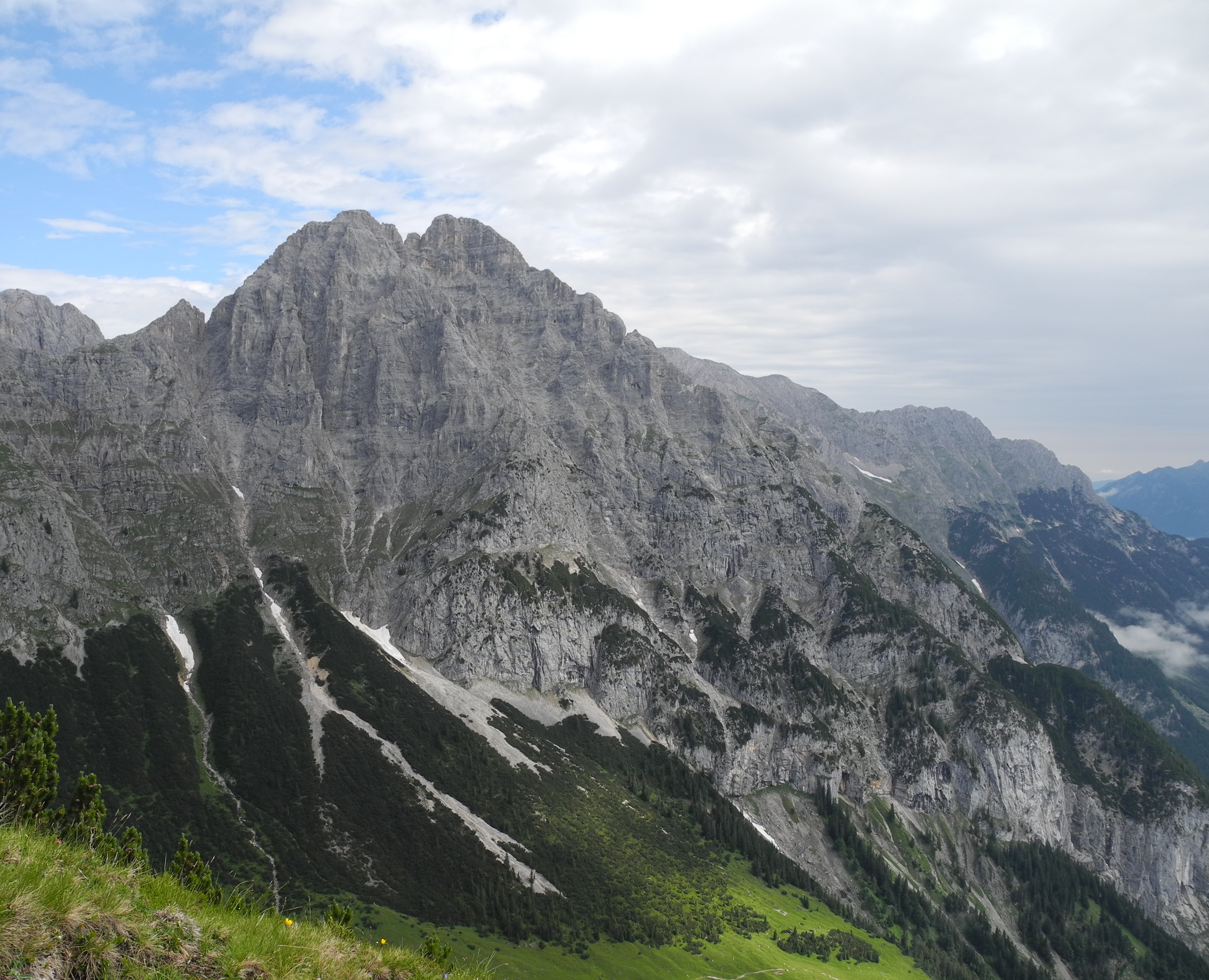

厄費勒山（德語：Öfelekopf），是奧地利的山峰，位於該國西部，由蒂羅爾州負責管轄，屬於韋特施泰因山脈的一部分，海拔高度2,478米，山體在三疊紀時期形成。